# 椎橋慧也
椎橋 慧也（しいはし けいや、1997年6月20日 - ）は、千葉県船橋市出身のプロサッカー選手。Jリーグ・名古屋グランパス所属。ポジションはミッドフィールダー（守備的ミッドフィールダー、セントラルミッドフィールダー）。
妻は俳優・ファッションモデルの織田梨沙。

## 来歴

### プロ入り前
2012年、八木が谷中学校のサッカー部とし全国大会ベスト8に貢献。2013年、船橋市立船橋高等学校に入学。3年時には主将を務め、全国高校総体で準優勝に貢献し、大会優秀選手に選出。同年度の全国高等学校サッカー選手権にも出場したが、3回戦の東福岡高戦でPK戦の末に敗退したものの、
大会を通じて優秀選手の一人に選出されている。
2015年8月20日、来季からのベガルタ仙台への加入が内定した。

### ベガルタ仙台
2016年にベガルタ仙台に入団。
2017年4月26日、YBCルヴァンカップGS第3節の・清水エスパルス戦で公式戦初出場をし、プロ入り初得点を決めた。同年8月、出場時間が450分以上となり、プロA契約に移行した。また、9月23日のJ1第27節・セレッソ大阪戦でJリーグ初得点を決めて勝利に貢献した。

### 柏レイソル
2021年1月5日、柏レイソルに完全移籍することが発表された。同年4月24日のJ1第11節・徳島ヴォルティス戦で移籍後初ゴールを記録し、勝利に貢献した。

### 名古屋グランパス
2024年、名古屋グランパスに移籍加入した。

### 日本代表
2019年6月、トゥーロン国際大会に臨むU-22日本代表に選出された。準決勝のメキシコ戦では、MVPに選出されるなど活躍し、日本代表の準優勝に貢献。大会ベストイレブンに選ばれた。

## 所属クラブ
- 咲が丘SC
- 船橋市立八木が谷中学校
- 船橋市立船橋高等学校
- 2016年 - 2020年  ベガルタ仙台
- 2021年 - 2023年  柏レイソル
- 2024年 -  名古屋グランパス

## 個人成績
| 国内大会個人成績 | 国内大会個人成績 | 国内大会個人成績 | 国内大会個人成績 | 国内大会個人成績 | 国内大会個人成績 | 国内大会個人成績 | 国内大会個人成績 | 国内大会個人成績 | 国内大会個人成績 | 国内大会個人成績 | 国内大会個人成績 |
| 年度             | クラブ           | 背番号           | リーグ           | リーグ戦         | リーグ戦         | リーグ杯         | リーグ杯         | オープン杯       | オープン杯       | 期間通算         | 期間通算         |
| 年度             | クラブ           | 背番号           | リーグ           | 出場             | 得点             | 出場             | 得点             | 出場             | 得点             | 出場             | 得点             |
| 日本             | 日本             | 日本             | 日本             | リーグ戦         | リーグ戦         | リーグ杯         | リーグ杯         | 天皇杯           | 天皇杯           | 期間通算         | 期間通算         |
| ---------------- | ---------------- | ---------------- | ---------------- | ---------------- | ---------------- | ---------------- | ---------------- | ---------------- | ---------------- | ---------------- | ---------------- |
| 2016             | 仙台             | 34               | J1               | 0                | 0                | 0                | 0                | 0                | 0                | 0                | 0                |
| 2017             | 仙台             | 34               | J1               | 9                | 1                | 6                | 1                | 1                | 0                | 16               | 2                |
| 2018             | 仙台             | 34               | J1               | 17               | 0                | 4                | 0                | 3                | 0                | 24               | 0                |
| 2019             | 仙台             | 5                | J1               | 12               | 0                | 2                | 0                | 2                | 0                | 16               | 0                |
| 2020             | 仙台             | 5                | J1               | 33               | 1                | 0                | 0                | -                | -                | 33               | 1                |
| 2021             | 柏               | 26               | J1               | 30               | 2                | 5                | 0                | 1                | 0                | 36               | 2                |
| 2022             | 柏               | 6                | J1               | 31               | 1                | 3                | 0                | 3                | 1                | 37               | 2                |
| 2023             | 柏               | 6                | J1               | 32               | 0                | 4                | 0                | 4                | 1                | 40               | 1                |
| 2024             | 名古屋           | 8                | J1               | 34               | 1                | 9                | 1                | 1                | 0                | 44               | 2                |
| 2025             | 名古屋           | 8                | J1               |                  |                  |                  |                  |                  |                  |                  |                  |
| 通算             | 日本             | 日本             | J1               | 198              | 6                | 33               | 2                | 15               | 2                | 246              | 10               |
| 総通算           | 総通算           | 総通算           | 総通算           | 198              | 6                | 33               | 2                | 15               | 2                | 246              | 10               |

出場歴
- Jリーグ初出場 - 2017年7月30日 J1第19節 柏レイソル戦 (ユアテックスタジアム仙台)
- Jリーグ初得点 - 2017年9月23日 J1第27節 セレッソ大阪戦 (キンチョウスタジアム)

## タイトル

### 個人
- 第94回全国高等学校サッカー選手権大会・優秀選手（2015年度）
- 平成27年度全国高等学校総合体育大会・優秀選手[11]（2015年度）
- トゥーロン国際大会・ベストイレブン（2019年）

### クラブ
名古屋グランパス
- Jリーグカップ（2024年）

## 代表歴
- U-21日本代表
  - スポーツ・フォー・トゥモロー（SFT）プログラム 南米・日本U-21サッカー交流（2018年）
  - トゥーロン国際大会（2018年）
- U-22日本代表
  - トゥーロン国際大会（2019年）